# Sprint par équipes féminin de ski de fond aux Jeux olympiques de 2022
Navigation
Pyeongchang 2018 Cortina 2026
Le sprint par équipes femmes de ski de fond aux Jeux olympiques de 2022 a lieu le 16 février 2022.

## Médaillés
| Or                        | Argent                 | Bronze                  |
| Allemagne - Victoria Carl | Suède - Jonna Sundling | ROC - Natalia Nepryaeva |

## Résultats
Q — Qualifié pour la finale, les deux premiers de chaque groupe
LL — "Lucky loser", qui correspond aux meilleurs 6 temps autres que ceux directement qualifiés
PF — photo finish

### Demi-finales
| Rang | Groupe | Dossard | Pays         | Athlètes                                | Temps         | Note          |
| ---- | ------ | ------- | ------------ | --------------------------------------- | ------------- | ------------- |
| 1    | 1      | 4       | Allemagne    | Katharina Hennig Victoria Carl          | 23:02.08      | Q             |
| 2    | 1      | 1       | États-Unis   | Rosie Brennan Jessie Diggins            | 23:06.11      | Q             |
| 3    | 1      | 5       | Autriche     | Teresa Stadlober Lisa Unterweger        | 23:08.34      | Q             |
| 4    | 1      | 2       | Suisse       | Laurien van der Graaff Nadine Fähndrich | 23:30.86      | Q             |
| 5    | 1      | 7       | Chine        | Chi Chunxue Li Xin                      | 23:43.93      |               |
| 6    | 1      | 6       | Canada       | Katherine Stewart-Jones Dahria Beatty   | 24:03.72      |               |
| 7    | 1      | 3       | Slovénie     | Eva Urevc Anamarija Lampič              | 24:10.14      |               |
| 8    | 1      | 11      | Australie    | Jessica Yeaton Casey Wright             | 25:13.42      |               |
| 9    | 1      | 8       | Ukraine      | Yuliya Krol Maryna Antsybor             | 25:46.04      |               |
| 10   | 1      | 10      | Croatie      | Tena Hadžić Vedrana Malec               | 26:29.23      |               |
| 11   | 1      | 13      | Lettonie     | Kitija Auziņa Estere Volfa              | 26:46.26      |               |
| 12   | 1      | 12      | Turquie      | Ayşenur Duman Özlem Ceren Dursun        | Lapped        | Lapped        |
|      | 1      | 9       | Biélorussie  | Anastasia Kirillova Hanna Karaliova     | Did not start | Did not start |
| 1    | 2      | 14      | ROC          | Yulia Stupak Natalia Nepryaeva          | 23:00.47      | Q             |
| 2    | 2      | 16      | Finlande     | Kerttu Niskanen Krista Pärmäkoski       | 23:00.82      | Q             |
| 3    | 2      | 15      | Suède        | Maja Dahlqvist Jonna Sundling           | 23:01.40      | Q             |
| 4    | 2      | 17      | Norvège      | Tiril Udnes Weng Maiken Caspersen Falla | 23:05.06      | Q             |
| 5    | 2      | 21      | France       | Mélissa Gal Léna Quintin                | 23:26.28      | LL            |
| 6    | 2      | 20      | Pologne      | Izabela Marcisz Monika Skinder          | 23:32.34      | LL            |
| 7    | 2      | 19      | Italie       | Caterina Ganz Lucia Scardoni            | 23:47.06      |               |
| 8    | 2      | 18      | Tchéquie     | Kateřina Janatová Petra Hynčicová       | 23:55.59      |               |
| 9    | 2      | 23      | Estonie      | Mariel Merlii Pulles Keidy Kaasiku      | 24:47.51      |               |
| 10   | 2      | 22      | Kazakhstan   | Nadezhda Stepashkina Kseniya Shalygina  | 24:57.59      |               |
| 11   | 2      | 24      | Corée du Sud | Han Da-som Lee Eui-jin                  | 26:55.52      |               |
| 12   | 2      | 26      | Brésil       | Jaqueline Mourão Eduarda Ribera         | Lapped        | Lapped        |
| 13   | 2      | 25      | Grèce        | Maria Ntanou Nefeli Tita                | Lapped        | Lapped        |
| 14   | 2      | 27      | Lituanie     | Eglė Savickaitė Ieva Dainytė            | Lapped        | Lapped        |

### Finales
La finale a eu lieu à 17 h 0 le même jour.
| Rang                                | Dossard | Pays       | Athlètes                                | Temps    | Écart    |
| ----------------------------------- | ------- | ---------- | --------------------------------------- | -------- | -------- |
| Médaille d'or, Jeux olympiques      | 4       | Allemagne  | Katharina Hennig Victoria Carl          | 22:09.85 | —        |
| Médaille d'argent, Jeux olympiques  | 15      | Suède      | Maja Dahlqvist Jonna Sundling           | 22:10.02 | +0.17    |
| Médaille de bronze, Jeux olympiques | 14      | ROC        | Yulia Stupak Natalia Nepryaeva          | 22:10.56 | +0.71    |
| 4                                   | 16      | Finlande   | Kerttu Niskanen Krista Pärmäkoski       | 22:13.71 | +3.86    |
| 5                                   | 1       | États-Unis | Rosie Brennan Jessie Diggins            | 22:22.78 | +12.93   |
| 6                                   | 5       | Autriche   | Teresa Stadlober Lisa Unterweger        | 22:55.25 | +45.40   |
| 7                                   | 2       | Suisse     | Laurien van der Graaff Nadine Fähndrich | 23:02.09 | +52.24   |
| 8                                   | 17      | Norvège    | Tiril Udnes Weng Maiken Caspersen Falla | 23:15.28 | +1:05.43 |
| 9                                   | 20      | Pologne    | Izabela Marcisz Monika Skinder          | 23:48.01 | +1:38.16 |
| 10                                  | 21      | France     | Mélissa Gal Léna Quintin                | 24:04.92 | +1:55.07 |